# Chivas Regal
Chivas Regal – szkocka whisky, typu blended, produkowana przez Chivas Brothers, które jest częścią Pernod Ricard. W skład Chivas Regal wchodzi 40 rodzajów whisky słodowych i zbożowych, z których najmłodsza leżakuje minimum 12 lat.

## Historia
W 1838, James Chivas został partnerem w sklepie z winami i spirytualiami, zakupionym przez Williama Edwardsa w Aberdeen w Szkocji w roku 1828. Po śmierci Edwardsa, jego miejsce w spółce zajął Charles Stewart. Chivas i Stewart stali się w 1843 dostawcami produktów dla Królowej Wiktorii. 
Po legalizacji w Wielkiej Brytanii mieszania whisky w składach celnych w roku 1853, firma zaczęła produkować słodowe whisky mieszane. Jako pierwsze, w roku 1854, zostało wprowadzone na rynek Royal Glen Dee.
Po odejściu Stewarta ze spółki w 1857, brat Jamesa, John Chivas stał się partnerem, a firma zmieniła nazwę na Chivas Brothers.